# ネーブルカデナ
ネーブルカデナは、沖縄県中頭郡嘉手納町字兼久にある複合商業施設である。かつてダイエー・ホールセールクラブ・コーポレーションが運営する店舗が沖縄県初の会員制大型店として入居していた。

## 館内構成
同施設は正面(東側)から見て右から本館、南館、新館の3棟で構成される。
- 本館

地上3階建て。1階はテナントが入居しているが、2階部分はテナント撤退後、空店舗となっている。
- 南館

地上3階建て。1階は「ホームセンタータバタ」の園芸用品を中心に扱う売場で2階、3階は閉鎖されている。
- 新館

地上1階建て。1階に「ホームセンタータバタ」、屋上は駐車場。

## 歴史

### 開業
ネーブルカデナショッピングセンター
1992年12月に開業。

### ダイエー時代
ショッパーズモールネーブルカデナ
1997年7月、ダイエーは国場組グループからの要請で運営協力に積極的に参画していく方針であると明かした。その後、既存店舗は当面継続したまま新たに地上1階建ての新館を建設して会員制ホールセールクラブ（倉庫型安売り店）「Kou'Sネーブルカデナ店」の出店を発表。
1999年4月22日、ダイエーの旧子会社であるダイエー・ホールセールクラブ・コーポレーションがKou'Sの国内6店舗目として開店。沖縄県初の会員制大型店であった。
2000年4月、毎週土曜の深夜営業を開始。
2002年5月、売上の減少が続いて経営再建のために県内3店舗の閉鎖を発表。8月25日を以って閉店。
2003年6月22日、Kou'Sの閉鎖後も暫く営業を続けていた「トイザらス」が閉鎖。7月17日、沖縄市比屋根のショッパーズ泡瀬に移転。

### サン総合開発時代
ショッパーズモールネーブルカデナ
2004年4月、Kou'Sが撤退した新館1階に食品スーパー「タウンプラザかねひで（金秀商事）」、「ホームセンターさくもと」、スポーツ用品「エース」、「タイヘイ薬品」、アミューズメント施設「アミュージアム」が開店。Kou'S撤退後もダイエーグループのサン総合開発（福岡県）が運営していた。
2006年、「ホームセンターさくもと」撤退跡に金秀商事の運営する「ホームセンターかねひで」が開店。

### タバタ時代
ネーブルカデナ
2011年7月28日、ホームセンターを展開するタバタ（うるま市）が土地と建物の所有権を不動産投資のケネディクス（東京都）から買収。2012年3月、ホームセンターかねひでが撤退。7月、跡地に「ホームセンタータバタ」が開店。
2013年1月、琉球ドラゴンプロレスリングが南館3階に常設会場「ネーブルカデナアリーナ」を開設。2月11日、ネーブルカデナアリーナでプレオープンイベント「KADENAバトルフェスタ」を開催。3月24日、ネーブルカデナアリーナがグランドオープン。
2020年12月、ネーブルカデナアリーナが閉鎖された。

## 主なテナント
- 本館
  - 沖鮮市場
  - ダイソー
  - メガネ21
- 南館
  - ホームセンタータバタ
- 新館
  - ホームセンタータバタ
- 別館
  - ケンタッキーフライドチキン

## 過去に存在したテナント
- 本館
  - auショップ
  - ソフトバンク

- トイザらス

- ファッション市場サンキ
  - マクドナルド
  - ミスタードーナツ
- 南館
  - ゲオ
  - シェーキーズ
  - ジョイジャングル
  - ドコモショップ
  - 宮脇書店
  - よしもとゲームアミュージアム
  - オキナワペットフード
- 新館
  - Kou'S
  - タイヘイ薬品
  - タウンプラザかねひで
  - ホームセンターさくもと
  - ホームセンターかねひで
  - ホームセンタースマイド